# 萤火虫算法
萤火虫算法（Firefly Algorithm）是一种启发式算法，灵感来自于萤火虫闪烁的行为。萤火虫的闪光，其主要目的是作为一个信号系统，以吸引其他的萤火虫。剑桥大学的Xin-She Yang（音译：杨新社）教授提出了萤火虫算法，其假设为：
- 萤火虫不分性别，这样一个萤火虫将会吸引到所有其他的萤火虫;
- 吸引力与它们的亮度成正比，对于任何两个萤火虫，不那么明亮的萤火虫被吸引，因此移动到更亮的一个，然而，亮度又随着其距离的增加而减少;
- 如果没有比一个给定的萤火虫更亮的萤火虫，它会随机移动。

亮度应与目标函数联系起来。萤火虫算法是以自然为灵感的启发式优化算法。

## 算法描述
萤火虫算法的伪代码可以概括为：
```
Begin
1）目标函数

  

    

      

        
f

        
(

        

          
x

        

        
)

        

        

          
x

        

        
=

        
(

        

          
x

          

            
1

          

        

        
,

        

          
x

          

            
2

          

        

        
,

        
.

        
.

        
.

        
,

        

          
x

          

            
d

          

        

        

          
)

          

            
T

          

        

      

    

    
{\displaystyle f(\mathbf {x} )\quad \mathbf {x} =(x_{1},x_{2},...,x_{d})^{T}}

  

2）生成一个萤火虫的初始人口

  

    

      

        

          

            
x

          

          

            
i

          

        

        
,

        

        
(

        
i

        
=

        
1

        
,

        
2

        
,

        
.

        
.

        
.

        
,

        
n

        
)

      

    

    
{\displaystyle \mathbf {x} _{i},\quad (i=1,2,...,n)}

  

3）制定光照强度

  

    

      

        
I

      

    

    
{\displaystyle I}

  

，因此，它与

  

    

      

        
f

        
(

        

          
x

        

        
)

      

    

    
{\displaystyle f(\mathbf {x} )}

  

   （例如，对于最大化问题

  

    

      

        
I

        
∝

      

    

    
{\displaystyle I\propto }

  

或

  

    

      

        
I

        
=

        
f

        
(

        

          
x

        

        
)

      

    

    
{\displaystyle I=f(\mathbf {x} )}

  

;
4）定义吸收系数

  

    

      

        
γ

      

    

    
{\displaystyle \gamma }

  

while(T < MaxGeneration)
   for i =1:n(所有n萤火虫)
      for j =1:n(n萤火虫)
         if(

  

    

      

        

          
I

          

            
j

          

        

        
>

        

          
I

          

            
i

          

        

      

    

    
{\displaystyle I_{j}>I_{i}}

  

)，
            移动萤火虫i向j;
         end if
         吸引力与距离

  

    

      

        
r

        
=

        
exp

        
⁡

        
[

        
−

        
γ

        

          
r

          

            
2

          

        

        
]

      

    

    
{\displaystyle r=\exp[-\gamma r^{2}]}

  

;
         评估新的解决方案和更新的光强度;
      end for j
   end  for i
   排名萤火虫和找到当前最佳;
end while
处理后的结果和可视化;
end
```

对于任何一两只萤火虫的主要更新公式{\displaystyle \mathbf {x} _{i}} and {\displaystyle \mathbf {x} _{j}}是
{\displaystyle \mathbf {x} _{i}^{t+1}=\mathbf {x} _{i}^{t}+\beta \exp[-\gamma r_{ij}^{2}](\mathbf {x} _{j}^{t}-\mathbf {x} _{i}^{t})+\alpha _{t}{\boldsymbol {\epsilon }}_{t}}
其中{\displaystyle \alpha _{t}}是步长参数, e {\displaystyle {\boldsymbol {\epsilon }}_{t}}是一个矢量（服从高斯或其他的分布）。
可以证明在{\displaystyle \gamma \rightarrow 0}的情况，FA可以简化为 准粒子群优化(PSO).事实上，，如果内环（j）条被删除，亮度
{\displaystyle I_{j}}替换为当前的全球最佳{\displaystyle g^{*}}，FA基本上成为标准PSO。

## 萤火虫算法的变种

### 离散萤火虫算法（DFA）
离散形式的萤火虫算法（Discrete Firefly Algorithm，DFA）
DFA优于现有算法如蚁群算法。
对于图像分割，基于FA-方法比Otsu的方法更为有效.
同时， 离散萤火虫算法对QAP问题，Durkota已进很好的实现行
针对负荷预测中的特征选择问题，应用FA实现Wrapper特征选择算法. 

### 多目标萤火虫算法
Apostolopoulos and Vlachos对FA进行了一个重要的多目标研究。同时，Yang提出了多目标萤火虫算法（Multiobjective Firefly Algorithm，MOFA），对连续优化问题有很好的效果。

### 拉格朗日FA
拉格朗日萤火虫算法用来解决电力系统优化单元承诺问题。

### 混沌FA
混沌萤火虫算法（Chaotic Firefly Algorithm，CFA）也显示了算法的有效性。

### 混合算法
萤火虫算法与蚁群优化算法相结合的混合算法，能够解决金融投资组合优化
。

### 基于萤火虫算法的 Memetic 算法
一种基于萤火虫算法（FA）的Memetic算法（FA-MA）被用来优化支持向量机（SVR）预测模型的参数。在该FA-MA中，FA用来搜索全局解空间，而模式搜索（pattern Search） 被用来进行个体学习和局部解空间搜索。

## 实际应用
萤火虫算法已被应用到几乎所有领域科学和工程，如数字图像压缩和图像处理,特征值优化,特征提取和故障检测,天线设计,工程结构设计, 
调度和旅行商问题,语义组成,化学相平衡， 聚类,动态问题, 
刚性图像配准问题,参数选择，蛋白质折叠问题等等。